# Río Cahabón
El río Cahabón es uno de los principales ríos de Guatemala donde atraviesa gran parte del departamento de Alta Verapaz. 
Nace en la sierra de las Minas, al sur del municipio de Tactic (en los chorros de la finca Patal, municipio de Purulhá, B.V. cerca del límite territorial de los departamentos de Alta y Baja Verapaz) y a lo largo de su recorrido que transcurre durante 195,95 km recorre los municipios de Tactíc, Santa Cruz Verapaz, Cobán, San Pedro Carchá, Lanquín, (donde fluye por debajo del puente natural del Monumento Natural de Semuc Champey) apareciendo sobre tierra en la Cuevas de Lanquin, (Centro Turístico Importante en la región de las Verapaces) cruza Santa María Cahabón para finalmente unirse al río Polochic en la localidad de Panzós y desembocar en el lago de Izabal.
Desde la época de los mayas, el río ha tenido una importancia capital en el desarrollo de la región de Alta Verapaz, siendo sus orillas el lugar elegido para establecer numerosos asentamientos humanos y sus aguas utilizadas para el consumo de las personas y el desarrollo de la agricultura.
Su caudal es alimentado por más de 50 pequeños afluentes y el mismo es aprovechado para generar energía eléctrica en las hidroeléctricas Chichaíc en el municipio de Cobán y RENACE en San Pedro Carchá.